# Persone di nome Ángel/Calciatori
| Questa pagina contiene informazioni ricavate automaticamente dalle voci biografiche con l'ausilio del template Bio e di un bot. L'aggiornamento è periodico e automatico e ricostruisce completamente la pagina. Se manca una persona in questa lista, sei pregato di non aggiungerla, ma accertati piuttosto che la sua voce biografica contenga il template Bio e che i dati anagrafici siano correttamente compilati. Se il template Bio manca, inseriscilo tu stesso o, in alternativa, metti l'avviso {{tmp\|Bio}} che ne segnala la mancanza. Se i dati riportati sono sbagliati, correggi direttamente la voce biografica; le modifiche saranno visibili in questa lista entro pochi giorni. Per chiarimenti vedi il progetto antroponimi. La lista contiene solo le 91 persone che sono citate nell'enciclopedia e per le quali è stato implementato correttamente il template Bio. Pagina aggiornata al 6 giu 2025. |

Questa è una lista di persone presenti nell'enciclopedia che hanno il nome Ángel e sono calciatori.

## A(5)
- Ángel Luis Alcázar, ex calciatore e allenatore di calcio spagnolo (Madrid, n. 1967)
- Ángel Algobia, calciatore spagnolo (Velilla de San Antonio, n. 1999)
- Ángel Allegri, calciatore argentino (Buenos Aires, n. 1926 - † 1981)
- Javier Arizmendi, ex calciatore spagnolo (Madrid, n. 1984)
- Ángel Arocha, calciatore spagnolo (Tenerife, n. 1907 - Balaguer, † 1938)

## B(8)
- Santiago Barboza, calciatore uruguaiano (Rocha, n. 1989)
- Ángel Bargas, ex calciatore argentino (Buenos Aires, n. 1946)
- Ángel Barlocco, calciatore uruguaiano
- Ángel Bastos, calciatore spagnolo (Mos, n. 1992)
- Guillermo Benítez, calciatore argentino (Buenos Aires, n. 1993)
- Ángel Berni, calciatore paraguaiano (Asunción, n. 1931 - Asunción, † 2017)
- Ángel Bossio, calciatore argentino (Banfield, n. 1905 - Banfield, † 1978)
- Ángel Brunell, ex calciatore uruguaiano (Tacuarembó, n. 1945)

## C(11)
- Ángel Rubén Cabrera, calciatore uruguaiano (Mercedes, n. 1939 - Mercedes, † 2010)
- Eloy Campos, ex calciatore peruviano (Ica, n. 1942)
- Ángel Cardozo, calciatore paraguaiano (Asunción, n. 1994)
- Ángel Carreño, ex calciatore cileno (Santiago del Cile, n. 1980)
- Gastón Casas, ex calciatore argentino (Buenos Aires, n. 1978)
- Ángel Castellanos, calciatore spagnolo (Miguelturra, n. 1952 - Granada, † 2024)
- Ángel Cayetano, calciatore uruguaiano (Melo, n. 1991)
- Ángel Cerilla, calciatore uruguaiano (Fray Bentos, n. 1924)
- Ángel Chiesa, calciatore argentino (n. 1900 - † 1961)
- Ángel Correa, calciatore argentino (Rosario, n. 1995)
- Ángel Cuéllar, ex calciatore spagnolo (Villafranca de los Barros, n. 1972)

## D(6)
- Ángel De los Santos, ex calciatore spagnolo (Huelva, n. 1952)
- Ángel Dealbert, ex calciatore spagnolo (Benlloch, n. 1983)
- Ángel Di María, calciatore argentino (Rosario, n. 1988)
- Ángel Gastón Díaz, ex calciatore argentino (Lomas de Zamora, n. 1981)
- Geli, ex calciatore spagnolo (Santander, n. 1968)
- Ángel Castillo, ex calciatore venezuelano (Maracay, n. 1957)

## F(2)
- Ángel Fernández, ex calciatore ecuadoriano (Machala, n. 1971)
- Ángel Frumento, calciatore argentino

## G(6)
- Ángel García Cabezali, calciatore spagnolo (Madrid, n. 1993)
- Ezequiel Garré, ex calciatore argentino (Buenos Aires, n. 1981)
- Abelardo González, calciatore spagnolo (Sotrondio, n. 1944 - Valencia, † 2021)
- Ángel González, calciatore argentino (Godoy Cruz, n. 1994)
- Ángel Grippa, calciatore argentino (n. 1914)
- Ángel Guirado, ex calciatore spagnolo (Malaga, n. 1984)

## H(1)
- Ángel Horta, calciatore cubano (Florida, n. 1984)

## L(7)
- Ángel Labruna, calciatore e allenatore di calcio argentino (Buenos Aires, n. 1918 - Buenos Aires, † 1983)
- Ángel Laferrara, calciatore argentino (n. 1917 - † 1990)
- Ángel Lafita, ex calciatore spagnolo (Saragozza, n. 1984)
- Ángel Lekumberri, ex calciatore spagnolo (Pamplona, n. 1970)
- Ángel Lezama, calciatore venezuelano (Ciudad Bolívar, n. 1997)
- Ángel Liciardi, ex calciatore argentino (Armstrong, n. 1946)
- Ángel López, ex calciatore spagnolo (Las Palmas de Gran Canaria, n. 1981)

## M(15)
- Ángel Mariscal, calciatore spagnolo (San Sebastián, n. 1904 - † 1979)
- Ángel Márquez, calciatore messicano (Guadalajara, n. 2000)
- Ángel Martínez Cervera, ex calciatore spagnolo (Germans Sàbat, n. 1986)
- Ángel Martín, ex calciatore andorrano (n. 1978)
- Ángel Martínez Ortega, ex calciatore spagnolo (Barcellona, n. 1991)
- Ángel Martínez Rotela, ex calciatore paraguaiano (Asunción, n. 1983)
- Ángel Médici, calciatore argentino (Buenos Aires, n. 1897 - † 1971)
- Ángel Jesús Mejías, ex calciatore spagnolo (Tembleque, n. 1959)
- Ángel Melogno, calciatore uruguaiano (Montevideo, n. 1905 - † 1945)
- Ángel Mena, calciatore ecuadoriano (Guayaquil, n. 1988)
- Ángel Merino, ex calciatore e allenatore di calcio spagnolo (Madrid, n. 1966)
- Ángel Montes de Oca, calciatore dominicano (San Juan de la Maguana, n. 2003)
- Ángel Montoro Sánchez, ex calciatore spagnolo (Valencia, n. 1988)
- Ángel Morales, ex calciatore argentino (Buenos Aires, n. 1975)
- David Morosini, calciatore uruguaiano (Montevideo, n. 2004)

## O(5)
- Ángel Ojeda, calciatore peruviano (Callao, n. 1992)
- Ángel Orelién, calciatore panamense (Panama, n. 2001)
- Ángel Ortiz, calciatore spagnolo (Almendralejo, n. 2004)
- Ángel Ortiz, ex calciatore paraguaiano (Areguá, n. 1977)
- Ángel Orué, calciatore paraguaiano (Luque, n. 1989)

## P(3)
- Ángel Patrick, ex calciatore panamense (n. 1992)
- Ángel Paz Domínguez, ex calciatore spagnolo (Pasaia, n. 1932)
- Ángel Perucca, calciatore argentino (San Martìn, n. 1918 - † 1981)

## R(9)
- Ángel Rambert, calciatore francese (Buenos Aires, n. 1936 - † 1983)
- Ángel Reyna, ex calciatore messicano (Aguascalientes, n. 1984)
- Ángel Rodríguez Díaz, calciatore spagnolo (Santa Cruz de Tenerife, n. 1987)
- Ángel Leonardo Rodríguez Güelmo, calciatore uruguaiano (Montevideo, n. 1992)
- Ángel Luis Rodríguez, ex calciatore panamense (n. 1976)
- Ángel Clemente Rojas, ex calciatore argentino (Sarandí, n. 1944)
- Ángel Rodrigo Romero, calciatore paraguaiano (Fernando de la Mora, n. 1992)
- Ángel María Rousse, calciatore spagnolo (Bilbao, n. 1902 - † 1977)
- Ángel Royo Valencia, ex calciatore spagnolo (Saragozza, n. 1948)

## S(5)
- Ángel Sanabria, ex calciatore guatemalteco (Cobán, n. 1984)
- Ángel Schandlein, calciatore argentino (La Plata, n. 1930 - † 1998)
- Ángel Sepúlveda, calciatore messicano (Apatzingán, n. 1991)
- Ángel Sertucha, calciatore spagnolo (Gatika, n. 1931 - Mungia, † 2019)
- Esteban Sirias, ex calciatore costaricano (n. 1980)

## T(3)
- Ángel Tejeda, calciatore honduregno (El Progreso, n. 1991)
- Ángel Torres, calciatore colombiano (Bogotá, n. 2000)
- Ángel Trujillo, ex calciatore spagnolo (Madrid, n. 1987)

## V(3)
- Ángel Berlanga, ex calciatore spagnolo (Madrid, n. 1987)
- Ángel María Villar, ex calciatore e dirigente sportivo spagnolo (Bilbao, n. 1950)
- Ángel Vivar Dorado, ex calciatore spagnolo (Madrid, n. 1974)

## Z(2)
- Ángel Zaldívar, calciatore messicano (Guadalajara, n. 1994)
- Ángel Zamudio, calciatore peruviano (Callao, n. 1997)